# Monique Pelletier (Politikerin)
Monique Denyse Pelletier (Geburtsname Bédier) (* 25. Juli 1926 in Trouville-sur-Mer, Département Calvados, Frankreich) ist eine französische Politikerin.

## Biografie
Nach dem Besuch des Lycée Racine in Paris studierte sie Rechtswissenschaften und war anschließend von 1948 bis 1960 als Staatsanwältin in Jugendstrafsachen in Nanterre. Danach war sie als Rechtsanwältin tätig.
Monique Pelletier begann ihre politische Laufbahn in den 1970er Jahren als sie 1971 zunächst Mitglied des Gemeinderates und 1977 Stellvertretende Bürgermeisterin von Neuilly-sur-Seine dem wohlhabendsten Vorort von Paris wurde. Außerdem Mitglied des Politischen Büros der Republikanischen Partei und in dieser Funktion eine Unterstützerin von Valéry Giscard d’Estaing bei dessen Kandidatur für die französische Präsidentschaft 1974. 1977 ernannte sie Präsident Giscard d’Estaing zur Leiterin einer landesweiten Untersuchung über Drogensucht und Drogenmissbrauch unter Jugendlichen. Die Schlussfolgerungen ihres Berichts über den Drogenmissbrauch brachten ihr den Spitznamen „Madame Anti-Drogue“.
Anfang 1978 wurde sie von Premierminister Raymond Barre zur Staatssekretärin bei Justizminister Alain Peyrefitte ernannt.
Am 12. September 1978 berief sie Barre zur Delegierten Ministerin für den Status von Frauen beim Premierminister und damit wurde zum ersten Mal einem Regierungsmitglied mit der Zuständigkeit für Frau der Rang eines Ministers gegeben, da die erste „Frauenministerin“ Françoise Giroud nur den Rang einer Staatssekretärin hatte.
Sie begrüßte die Möglichkeit mit anderen Ministern gleichberechtigt zu sprechen und erklärte, dass sie sich selbst als „das ständige Gewissen der Regierung in Fragen mit Frauenbezug“ sah. Die Mutter von sieben Kindern setzte einen ihrer Schwerpunkte in die Vorbereitung einer Reform von Gesetzen zur Ehe, um diese für Frauen vorteilhafter zu gestalten. Daneben begann sie auch mit der Ausarbeitung von Fragen über die Pensionen mit Müttern von mehreren Kindern, verwarf diese jedoch als unrealistische Vorschläge für ein „Hausfraueneinkommen“, da die Kosten für eine derartige Entlohnung nach ihrer Schätzung die Höhe der Einnahmen aus der Einkommensteuer übersteigen würden.
Nach der Wahlniederlage der Bürgerlichen trat sie am 4. März 1981 zurück und zog sich aus dem politischen Leben zurück, um wieder als Rechtsanwältin zu arbeiten.
Im März 2000 ernannte Präsident Jacques Chirac sie zum Mitglied des Verfassungsrates (Conseil constitutionnel), dem französischen Verfassungsgericht. Diese Position bekleidete sie bis März 2004.
Für ihre Verdienste wurde sie 2007 Commandeur de la Légion d’Honneur (C. LH). Außerdem ist sie Commandeur des Ordre national du Mérite.

## Veröffentlichungen
- Droit dans ma vie. Guide iuridique pour tous et pour tous les jours. Stock, Paris 1975 (Collection Laurence Pernoud).
- Nous sommes toutes responsables. Stock, Paris 1981, ISBN 2-234-01395-X.
- La Ligne brisée. Flammarion, Paris 1995, ISBN 2-08-067163-4.